# Абердиншир

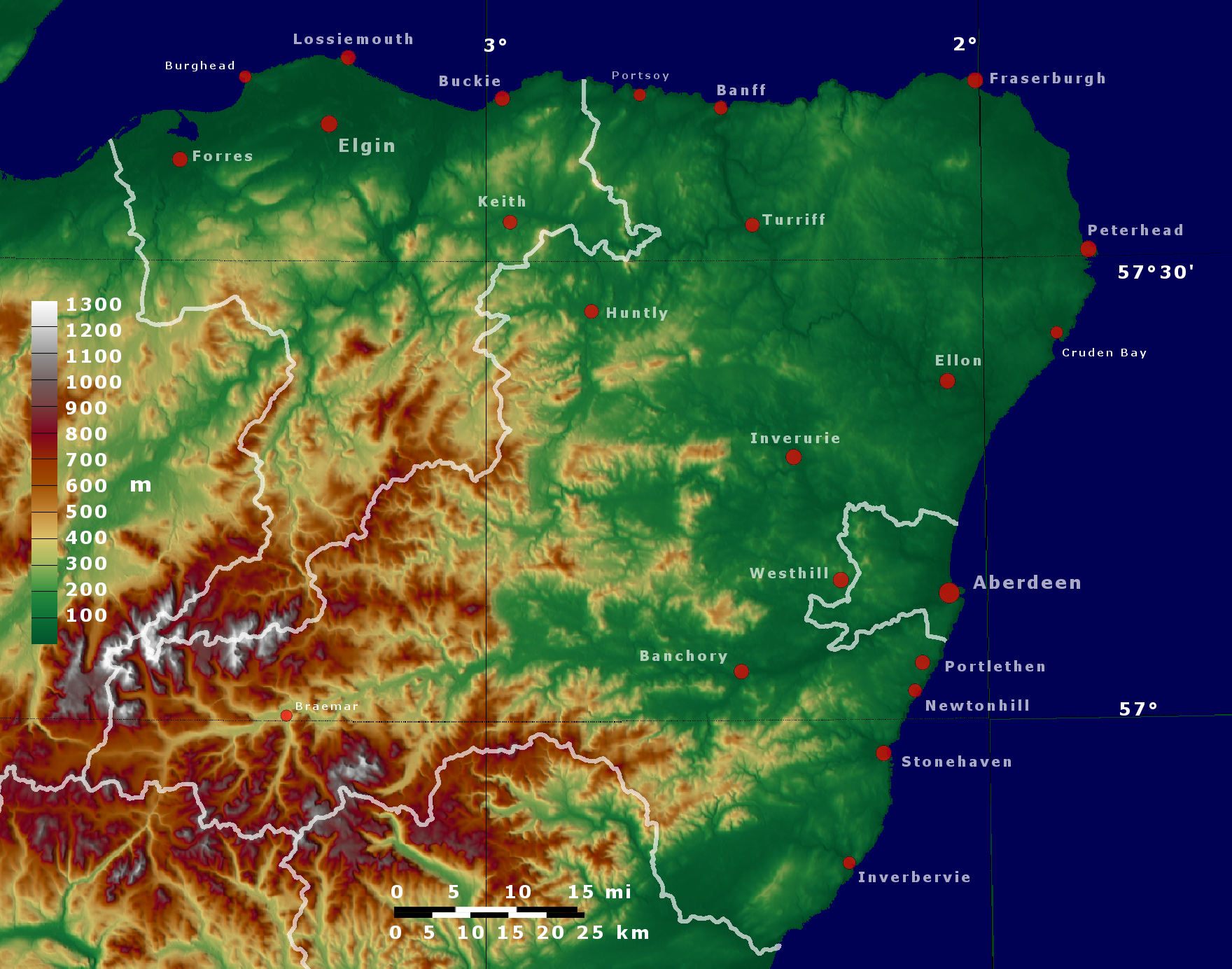
Топографическая карта Абердиншира и Мори

Абердинши́р (англ. Aberdeenshire, скотс Aiberdeenshire, гэльск. Siorrachd Obar Dheathain) — один из 32 округов Шотландии.
С введением парламентом Шотландии новой системы самоуправления округ Абердиншир был образован из территории Кинкардиншира и части Банфшира. Однако прежние границы всё ещё используются по некоторым сферах, например при учёте земель и в наместничестве.
Совет Абердиншира располагается в Вудхилл-Хаус, Абердин, и является единственным советом в Шотландии, который расположен не на территории подконтрольного ему округа. Сам город является частью округа Абердин-Сити. Помимо Абердин-Сити, граничит с округами Ангус, Перт-энд-Кинросс, Мори и Хайленд.
Экономика округа традиционно базируется на первичном секторе экономики (сельском хозяйстве, рыболовстве и лесном хозяйстве) и соответствующих обрабатывающих отраслях. За последние 40 лет развитие нефтегазового комплекса и соответствующего сектора услуг расширило экономическую базу региона и поспособствовало быстрому росту населения.

## История
В Абердиншире находится большое количество памятников неолита и бронзового века. В бронзовом веке регион был заселён представителями традиции колоколовидных кубков, которые мигрировали с юга около 2000—1800 до н. э. В железном веке местное население начало строить укрепления на холмах. Приблизительно в I веке н. э. на побережье Абердиншира переселился народ таэксалов. Следующим народом, населявшим регион, были пикты, которые покинули его в 800—900 году н. э. Неподалёку от Кинтора найдены свидетельства пребывания там римлян. На жителей региона сильно повлияли христианские миссионеры, а в городах Олд-Дир и Монимаск были построены монастыри.
Абердиншир занимал важное место в борьбе шотландских кланов. Двумя крупнейшими были клан Макбет и клан Кэнмор. Во время англонормандского периода в регион начали переселяться и другие семьи: Баллиолы, Брюсы и Комины. Борьба между кланами вылилась в войны за независимость Шотландии, а английский король Эдуард I был вынужден дважды организовывать походы в Шотландию: в 1296 и 1303 годах. В 1307 году Роберт I разгромил клан Коминов в битве при Инверури. После этого появились такие кланы, как Форбс и Гордоны.
В XIV и XV веках эти семьи начали соперничать из-за религиозных причин, так как Форбсы приняли протестантизм, а Гордоны остались католиками. В эту же эпоху были основаны три местных университета: Королевский колледж Абердина, основанный католиками в 1494 году, Колледж Маришаль, основанный сторонниками Реформации в 1593 году (оба ныне являются частью Абердинского университета), и Университет Фрейзерборо, основанный в 1597 году.
После Славной революции прошли якобитские восстания 1715 и 1745 годов. Второе положило конец доминирующему положению Шотландской епископальной церкви и феодализму. В регионе начался период прогресса в областях сельского хозяйства и промышленности, укрепления торговых связей с некоторыми немецкими регионами Священной Римской империи, Польшей и Нидерландами.
Абердиншир получил своё название от графства Абердин, упразднённого в 1975 году, у которого были иные границы. Графство Абердин было заменено Региональным советом Грампиан и пятью районными советами: Банфф и Бьюкен, Гордон, Кинкардин и Дисайд, Мори и Абердин. По реформе 1996 года районы Банфф и Бьюкен, Гордон и Кинкардин и Дисайд были объединены, Мори и Абердин выделены в отдельные округа. Современный Абердиншир состоит из территорий бывшего графства Абердин, Киркандиншира и северо-восточной части Банфшира.

## Демография
С 1971 года население Абердиншира увеличилось примерно на 50 % и в 2015 году достигло 257 740 человек, что составило около 4,8 % всего населения Шотландии. Шестью наиболее крупными населёнными пунктами являются: Питерхед (18 450 чел.), Фрейзерборо (13 140 чел.), Инверури (12 760 чел.), Уэстхилл (11 600 чел.), Стоунхейвен (11 370 чел.) и Эллон (10 100 чел.).

## Экономика
На 2014 год валовый внутренний продукт Абердиншира составил 3,496 млрд фунтов стерлингов, или приблизительно 3,7 % от ВВП Шотландии. Экономика Абердиншира тесно связана с экономикой Абердина, в 2014 году они вместе формировали 12 % от ВВП страны.

### Развитые отрасли
Энергетика. Абердиншир является важным энергетическим регионом Шотландии и Великобритании. В регионе расположен так называемый «энергетический коридор» между северной частью Абердина и Питерхедом, протяжённостью около 50 километров. Порт Питерхеда с его причалами и промышленными площадками для хранения оборудования является одним из ключевых мест в стране в области разведки и добычи полезных ископаемых. На электростанции Питерхеда планируется постройка сооружений для улавливания и хранения углерода. Через принадлежащий Total газовый терминал в Сент-Фергюсе проходит около 20 % всего газа, добываемого в Соединённом Королевстве.
Рыболовство. Регион является одним из крупнейших в стране по объёму добычи рыбы, в 2013 году местными компаниями было выловлено 49,9 % от общего количества рыбы, пойманной в Шотландии. Бо́льшая часть рыбы доставляются в порты Питерхеда и Фрейзерборо.

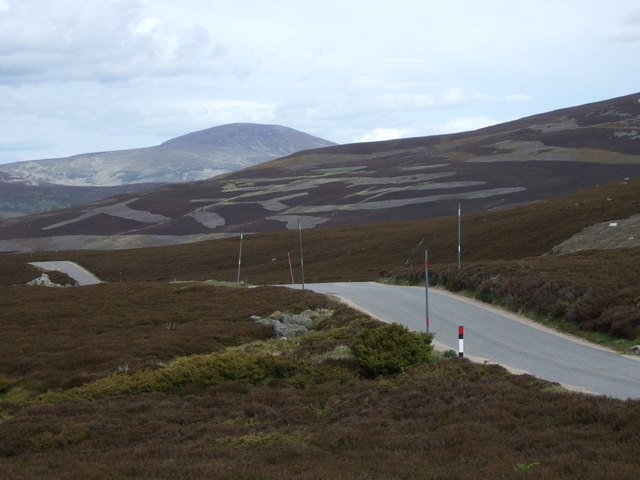
Абердиншир

Сельское хозяйство. Приблизительно 518 тысяч гектаров земли в Абердиншире используются для нужд сельского хозяйства. Несмотря на то, что это составляет около 9 % всех сельскохозяйственных угодий Шотландии, на 2008 год здесь выращивалось около 26 % сельскохозяйственных культур и 14 % скота.

## Политика
Совет округа состоит из 68 членов, которые выбираются из 19 избирательных округов по системе единого передаваемого голоса. Последние выборы в совет прошли в 2012 году, а в 2014 году были проведены довыборы, и по их результатам места распределены следующим образом:
|  | Партия                            | Мест |
|  | Шотландская национальная партия   | 28   |
|  | Консервативная партия             | 13   |
|  | Либерально-демократическая партия | 11   |
|  | Независимые депутаты              | 13   |
|  | Трудовая партия                   | 2    |
|  | Партия зелёных                    | 1    |

## Достопримечательности
- Замки: Абергелди, Балморал, Бремар, Гленбахат, Даннидир, Данноттар, Драм, Килдрамми, Коргарф, Кратис, Мидмар, Нок, Слэйнс, Феттерессо, Финлейтер, Хантли, Фрейзер.
- Национальные парки и заповедники: Кэрнгормс, Пески Форви
- Доисторические монументы: Уорми-Хиллок
- Мунро: Те-Девилс-Пойнт

## Климат
Лето мягкое, а зимы, как правило, холодные. Из-за течений Северного моря лето на побережье холоднее, а зима теплее, чем во внутренней части округа. Абердиншир находится в дождевой тени Грампианских гор, поэтому в регионе преимущественно сухой климат, за исключением некоторых прибрежных районов. В год выпадает около 64 см осадков.

## Знаменитые уроженцы
- Джон Абель (1653-??) — композитор, лютнист-виртуоз.
- Александр Гарден (1730—1791) — ботаник.
- Эвелин Гленни (1965) — музыкант и композитор.
- Роуз Лесли (1987) — актриса театра, кино и телевидения.
- Уильям Гамми Огг (1891 — 1979) — британский почвовед.